# Bavegem
Bavegem är en ort i Belgien.   Den ligger i provinsen Östflandern och regionen Flandern, i den centrala delen av landet, 40 kilometer väster om huvudstaden Bryssel. Bavegem ligger 26 meter över havet och antalet invånare är 1 305.
Terrängen runt Bavegem är platt, och sluttar norrut. Runt Bavegem är det tätbefolkat, med 427 invånare per kvadratkilometer.. Närmaste större samhälle är Gent, 15,7 kilometer nordväst om Bavegem. 
Omgivningarna runt Bavegem är en mosaik av jordbruksmark och naturlig växtlighet.